# Stichting Instandhouding Kleine Landschapselementen in Limburg
De Stichting Instandhouding Kleine Landschapselementen in Limburg (IKL) was een landschapsorganisatie die zich inzette voor het beheer van het landschap in de Nederlandse provincie Limburg. Het was een van de 12 provinciale organisaties die zijn aangesloten bij Landschapsbeheer Nederland, opgegaan in de overkoepelende stichting LandschappenNL. Ze droeg zorg voor de zichtbare, ecologische en cultuurhistorisch waardevolle landschappen in de buitengebieden van de provincie. De organisatie had geen terreinen in eigendom, maar richtte zich op de patronen, elementen en karakteristieken die in het landschap aanwezig zijn. Zo zorgde zij onder andere voor het snoeien van hoogstamboomgaarden en meidoornhagen die beeldbepalend zijn voor het Limburgse landschap.
De stichting werd op 25 augustus 1981 opgericht, zetelde in Nieuwstadt en had ongeveer 20 werknemers. 
In 2021 werd de stichting onder verscherpt toezicht gesteld door het Centraal Bureau Fondsenwerving, nadat het NRC Handelsblad berichtte dat de directeur, CDA'er Herman Vrehen, 'tonnen subsidiegeld naar zijn eigen bedrijven [had] doorgesluisd'. Tevens had Vrehen met toestemming van de raad van toezicht veel geld ontvangen door zich te laten inhuren door de stichting. Eind juni 2021 verscheen een rapport van hoogleraar Rienk Goodijk in opdracht van de raad van toezicht van IKL. Hierin werd geconcludeerd dat er geen sprake was van zelfverrijking maar wel van belangenverstrengeling en gebrekkig toezicht. De raad van toezicht van IKL onderschreef de conclusies van het rapport en ook Vrehen kon zich er grotendeels in vinden.
IKL raakte na de affaire in acute financiële problemen. Op 6 juli sprak de rechtbank Roermond het faillissement van IKL uit. In augustus 2021 werd een doorstart gemaakt onder de vleugels van VivaraPro.
In maart 2023 startte de provincie Limburg met Steunpunt Landschapsbeheer een opvolger voor IKL.